# Берёзовское сельское поселение (Чувашия)
Берёзовское се́льское поселе́ние — муниципальное образование в Ибресинском районе Чувашии Российской Федерации.
Административный центр — посёлок Берёзовка.

## История
Статус и границы сельского поселения установлены Законом Чувашской Республики от 24 ноября 2004 года № 37 «Об установлении границ муниципальных образований Чувашской Республики и наделении их статусом городского, сельского поселения, муниципального района и городского округа».

## Население
| 2010 | 2012 | 2013 | 2014 | 2015 | 2016 | 2017 |
| ---- | ---- | ---- | ---- | ---- | ---- | ---- |
| 508  | ↘484 | ↘461 | ↘451 | ↘443 | ↘435 | ↘418 |
| 2018 | 2019 | 2020 | 2021 |      |      |      |
| ↘417 | ↘405 | ↘399 | ↘386 |      |      |      |

## Состав сельского поселения
| № | Населённый пункт | Тип населённого пункта          | Население |
| - | ---------------- | ------------------------------- | --------- |
| 1 | 11 Лет Чувашии   | посёлок                         | ↗85       |
| 2 | Берёзовка        | посёлок, административный центр | ↗268      |
| 3 | Калиновка        | посёлок                         | ↗37       |
| 4 | Красная Заря     | посёлок                         | ↗81       |
| 5 | Новая Жизнь      | посёлок                         | ↗141      |
| 6 | Орел             | посёлок                         | ↗106      |
| 7 | Паральша         | посёлок                         | ↗2        |